# Библиотека Пхеньянского университета
Библиотека университета имени Ким Ир Сена — государственная библиотека, расположенная в университетском городке Пхеньянского университета на сопке Рённам в восточной части города Пхеньян.

## История
Библиотека была создана в 1946 году (одновременно с созданием университета, который стал первым высшим учебным заведением, открытым на территории КНДР).
В июле 1946 года СССР передал для Пхеньянского университета 25,5 тыс. книг, которые составили основу университетской библиотеки (в дальнейшем, после создания учительского института в Пхеньяне, учительского института в Чхонджине и других высших учебных заведений часть книжного фонда столичного университета была перераспределена). В 1949 году из СССР в КНДР прибыла группа советских учёных и преподавателей, которые подарили университетской библиотеке Пхеньянского университета дополнительное количество научной литературы, учебников и учебных пособий. 
В ходе Корейской войны университет пострадал, но после окончания боевых действий был восстановлен. В 1953 году фонды возобновившей работу библиотеки насчитывали свыше 100 тыс. томов. В 1956 году библиотека была выделена в самостоятельное структурное подразделение.
В октябре 1970 года библиотека получила отдельное четырёхэтажное здание с читальным залом на 1200 мест. В 1979 году библиотека насчитывала 3 млн. книг и обменивалась литературой с 200 библиотеками из 60 стран мира.
В дальнейшем, в связи с созданием новых библиотек и образовательных учреждений, часть фондов столичных библиотек была выделена на укомплектование провинциальных библиотек. В 1986 году фонды библиотеки насчитывали 2 млн. томов на корейском и иностранных языках.
В марте 2009 года было принято решение о создании электронной библиотеки Пхеньянского университета; после завершения реконструкции здания она была открыта и начала функционировать с 12 апреля 2010 года.

## Дополнительная информация
- в 1973 году в КНДР была выпущена почтовая марка "Библиотека Пхеньянского университета" номиналом 2 воны (код по каталогу Михеля - KP 1216)